# Agpalilik
Agpalilik ((grønlandsk): klippen hvor søkongerne bor) er en meteorit på 20 ton fundet af Grønlandsforskeren Vagn Fabritius Buchwald i 1963. Agpalilik antages at være den næststørste del af en 58 ton jernmeteorit.
Nedslaget skete ved Kap York i det nordvestlige Grønland for omkring 10.000 år siden.
Den største del, der er fundet, er
Ahnighito eller Teltet på ca. 31 ton,  der kan ses på American Museum of Natural History i New York.
Der er savet en skive af Agpalilik på 550 kg. Skiven er poleret på begge sider, og på den ene side er den ætset, så widmanstättenstrukturen (lameller af kamacit og taenit) kan ses. På begge sider ses troilit-dråber (FeS).
I 2018 blev opdagelsen af et 31 km nedslagskrater, Hiawatha-krateret offentliggjort. Det er et krater efter en jernmeteor, der er anslået til 12 milliarder ton, og Agpalilik og Ahnighito kan være brudstykker af denne meteor.

## Eksterne links
- Meteoritsamlingen, Geologisk Museum Arkiveret 27. juni 2012 hos  Wayback Machine  (Webside ikke længere tilgængelig)
- Solsystemet. Fra altings oprindelse til livets opståen. Geologisk museums omfattende katalog til meteorit-udstillingen Arkiveret 13. juni 2007 hos  Wayback Machine  (Webside ikke længere tilgængelig)
- Cape York meteoritbygen, Katalog, Geologisk Museum Arkiveret 13. juni 2007 hos  Wayback Machine  (Webside ikke længere tilgængelig)
- Historisk video fra GEUS. Bjergning ef en af verdens største jernmeteoritter, Agpalilik, fundet i Grønland